# Anomala donovani
Anomala donovani är en skalbaggsart som beskrevs av Stephens 1830. Anomala donovani ingår i släktet Anomala och familjen Rutelidae. Inga underarter finns listade i Catalogue of Life.